# Día Internacional de Información sobre el Peligro de las Minas y de Asistencia para las Actividades Relativas a las Minas
El Día Internacional de Información sobre el Peligro de las Minas y de Asistencia para las Actividades Relativas a las Minas es una jornada internacional de concienciación que se celebra anualmente el 4 de abril desde 2006, establecida por la Asamblea General de las Naciones Unidas (AGNU) el 8 de diciembre de 2005.

## Proclamación
El Día Internacional de Información sobre el Peligro de las Minas y de Asistencia para las Actividades Relativas a las Minas surge como respuesta a la creciente preocupación internacional por las consecuencias devastadoras de las minas terrestres y los restos explosivos de guerra en las comunidades afectadas por conflictos. Reconociendo la necesidad de abordar esta problemática, la AGNU en su resolución del 8 de diciembre de 2005, estableció este día con el objetivo de concienciar sobre los riesgos de las minas antipersona y promover iniciativas que contribuyan a su erradicación. Esta decisión refleja el compromiso global de proteger a los civiles y avanzar hacia un mundo libre de la amenaza de las minas.

## Celebración
Este día tiene lugar cada 4 de abril, elegido para maximizar la conciencia pública y el compromiso de la comunidad internacional en la lucha contra las minas terrestres y otros artefactos explosivos. Desde su primera observancia en 2006, se ha convertido en una plataforma para difundir información sobre los peligros de estos dispositivos, destacar los esfuerzos globales y locales para su eliminación, y reiterar el llamado a la acción para la limpieza de áreas contaminadas. Las actividades conmemorativas incluyen campañas de educación, eventos de sensibilización, y actos de solidaridad hacia las víctimas de minas antipersona, todo ello en un esfuerzo por acelerar el progreso hacia su total erradicación.

## UNMAS
UNMAS (por sus siglas en inglés: United Nations Mine Action Service) es un servicio especializado de la ONU que se localiza dentro del Departamento de Operaciones de Paz que desempeña un papel fundamental en la lucha contra las minas antipersona y los restos explosivos de guerra a nivel global.

## TEMAS
- 2011: Landmine victims are an integral part of society[5]
- 2012: Lend your leg[6]
- 2014: Women in mine action[7]
- 2015: More than Mines[8]
- 2016: Mine action is humanitarian action[9]
- 2017: Needs driven. People centred[10]
- 2018: Advancing protection, Peace and development[11]
- 2019: Safe ground – Safe home[12][13]
- 2020: Together for Mine Action[14][15]
- 2021: Perseverance, Partnership, and Progress[16][17]
- 2022: Safe Ground, Safe Steps, Safe Home[18][19]
- 2023: Mine Action Cannot Wait[20][21]
- 2024: Significance, and Quotes[22]